# Pharmacy
Pharmacy es el álbum debut del dúo sueco de música electropop Galantis, lanzado el 8 de junio de 2015 bajo el sello discográfico Atlantic Records.

## Sencillos
El primer sencillo «You» fue publicado originalmente en su EP homónimo editado en abril de 2014 y actualmente cuenta con más de ocho millones de reproducciones en Spotify. Sin embargo, no estaba en los planes promocionarlo como parte del álbum, por lo que se considera como el primer sencillo oficial al éxito «Runaway (U & I)». Éste fue lanzado en octubre de 2014 y se convirtió en un éxito internacional colocándose dentro de las listas más importantes del mundo. «Peanut Butter Jelly», otro de sus sencillos, se lanzó posteriormente en el prelanzamiento del álbum, ingresando en el top 10 de las listas de Australia y el Reino Unido.
«Gold Dust», se lanzó el 19 de febrero de 2015 como sencillo promocional. Alcanzó el número uno en las listas de Hype Machine.

## Recepción comercial
Alcanzó la séptima ubicación en su natal Suecia y obtuvo destacada recepción en países como Australia, Nueva Zelanda y Noruega, mientras en los Estados Unidos logró el número 45 del Billboard 200. También obtuvo la primera ubicación en el Dance/Electronic Albums. Por su parte, en la lista de álbumes del Reino Unido ocupó la posición número 71.

## Ilustración del álbum
En general, cuatro "Seafoxes" aparecen en la ilustración del álbum. La portada principal sólo aparece un Seafox de color grisáceo. El folleto incluye un Seafox que también se utiliza para el sencillo "You", y a su vez, en la portada del EP Galantis.
El panel interior del digipak se encuentra un Seafox utilizado para el sencillo "Peanut Butter Jelly", y también en el audio de YouTube de "Louder, Harder, Better".
Detrás de la bandeja de CD aparece un Seafox que se encuentra en el arte de tapa del sencillo "Gold Dust", y también aparece en la portada del EP Galantis.
El folleto incluye también incluye una imagen de los integrantes de Galantis (Christian "Bloodshy" Karlsson, Linus "Style of Eye" Eklöw), de pie espalda con espalda.

## Lista de canciones
| Pharmacy – Edición estándar |                                          |          |  |
| N.º                         | Título                                   | Duración |  |
| 1.                          | «Forever Tonight»                        | 3:37     |  |
| 2.                          | «Gold Dust»                              | 3:55     |  |
| 3.                          | «In My Head»                             | 3:40     |  |
| 4.                          | «Runaway (U & I)»                        | 3:47     |  |
| 5.                          | «Dancin' to the Sound of a Broken Heart» | 3:38     |  |
| 6.                          | «Louder, Harder, Better»                 | 4:26     |  |
| 7.                          | «Kill 'Em with the Love»                 | 3:42     |  |
| 8.                          | «Call If You Need Me»                    | 4:01     |  |
| 9.                          | «Peanut Butter Jelly»                    | 3:24     |  |
| 10.                         | «Firebird»                               | 4:08     |  |
| 11.                         | «Don't Care»                             | 3:45     |  |
| 12.                         | «You»                                    | 3:41     |  |
| 13.                         | «Water»                                  | 3:40     |  |